# Élections départementales de 2015 dans la Somme
Les élections départementales ont lieu les 22 et 29 mars 2015.

## Contexte départemental

### Mode de scrutin
La loi du 17 mai 2013 relative à l'élection des conseillers départementaux, des conseillers municipaux et des conseillers intercommunaux et modifiant le calendrier électoral a modifié l'appellation des conseils généraux et leur mode d'élection.
Le scrutin a toujours lieu au suffrage majoritaire à deux tours, mais les conseils sont désormais renouvelés intégralement (et non plus par moitié) et le scrutin devient binominal et paritaire : les candidatures sont présentées sous la forme d'un binôme composé d'une femme et d'un homme avec leurs suppléants (une femme et un homme également). Pour être élu au premier tour, un binôme doit obtenir au moins la majorité absolue des suffrages exprimés et un nombre de suffrages égal à au moins 25 % des électeurs inscrits. Si aucun binôme n'est élu au premier tour, peuvent se présenter au second tour les  binômes qui ont obtenu un nombre de suffrages au moins égal à 12,5 % des électeurs inscrits. Est élu au second tour le binôme qui obtient le plus grand nombre de voix.
Pour permettre l'organisation du scrutin binominal, un redécoupage des cantons a été effectué entre les 13 et 26 février 2014. Il y a désormais 23 cantons (le nombre d'élus reste donc à 46) et ceux-ci sont découpés de manière à assurer que les cantons aient approximativement la même population (ce qui n'était pas toujours le cas dans les découpages antérieurs) : 
Abbeville-1, Abbeville-2, Ailly-sur-Noye, Ailly-sur-Somme, Albert, Amiens-1, Amiens-2, Amiens-3, Amiens-4, Amiens-5, Amiens-6, Amiens-7, Corbie, Doullens, Flixecourt, Friville-Escarbotin, Gamaches, Ham, Moreuil, Péronne, Poix-de-Picardie, Roye et Rue.
Le report de ces élections départementales, à décembre 2015, est un temps envisagé mais elles sont finalement découplées des élections régionales qui ont lieu en décembre 2015.

### Sitiuation politique
Depuis 2008, le conseil général est dirigé par une majorité de gauche (PS, PCF, EÉLV, PRG et DVG), soutenue par les quatre élus indépendants à la suite du renouvellement de 2011.
Cette majorité est fragilisée en 2013 par un scission de quatre conseillers généraux « frondeurs » qui ont formé un groupe autonome (Gauche solidaire), affirmant rester dans la majorité mais souhaitant marquer leur ancrage à gauche. Ils seront rejoint en 2014 par les élus communistes d'Amiens en désaccord avec leur parti à la suite des élections municipales. Cette scission aboutit en 2015 par la présentation de candidats Front de gauche (surtout sur Amiens et Abbeville) face aux binômes Somme à Gauche, alliance électorale regroupant tous les partis de la majorité sortante.
Christian Manable, élu en 1992 et président du Conseil général depuis 2008, a été élu sénateur lors des élections sénatoriales de septembre 2014. Il décide alors de ne pas se représenter au prochain scrutin départemental souhaitant se conformer à la nouvelle loi sur le cumul des mandats, effective en 2017.

La gauche entame donc ces élections départementales sans son président sortant, divisée sur certains cantons et devant faire face à l'impopularité du président François Hollande et de son gouvernement.

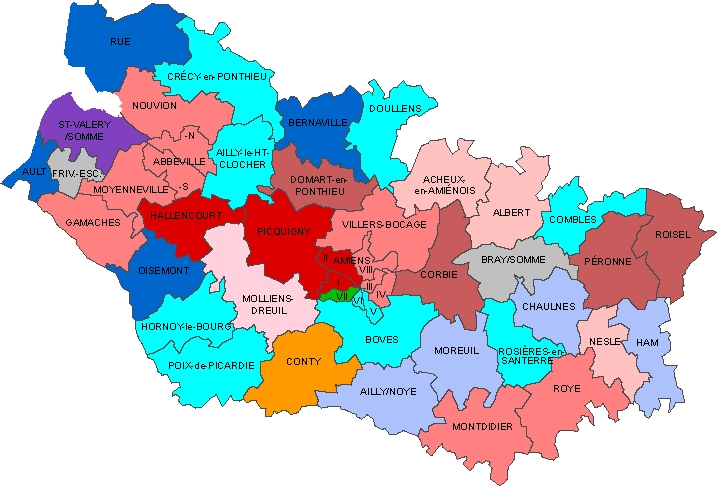
Conseil général avant les élections

L'opposition de droite souhaite profiter de ces élections et de son nouveau mode de scrutin pour reprendre le département perdu en 2008. Cependant Daniel Dubois (UDI-NC), président du Conseil général entre 2004 et 2008, ne se représente pas pour se consacrer à son mandat de sénateur. Tout comme l'autre figure locale, Jérôme Bignon (UMP), lui aussi élu sénateur en septembre dernier. Historiquement dominée par les centristes, la droite doit se trouver un nouveau leader. Plusieurs prétendants s'avancent comme Olivier Jardé (UDI-NC), élu de Boves depuis 1994 et député entre 2002 et 2012 ou Hubert de Jenlis (UMP passé à l'UDI en 2012 à la suite de l'affrontement entre Jean-François Copé et François Fillon).

Toutefois l'UMP espère profiter de ce renouvellement total de l'assemblée départementale pour combler son écart avec l'UDI (10 élus UDI contre 4 UMP en 2014).
Unie dans tous les cantons dès le 1er tour, la droite départementale (UDI, UMP et DVD) a donc comme objectif de reprendre le département après sept de gestion de la gauche, mais aussi se trouver un leader qui sera choisi selon le rapport de force entre l'UDI et l'UMP.
Sur les quatre élus indépendants, seul Jean-Christophe Loric (Modem) se représente dans le nouveau canton d'Ailly-sur-Noye. Le nouveau système de scrutin favorise selon eux les grandes formations politiques.
Enfin, le Front national, poussé par ses derniers résultats (23,77 % à la présidentielle de 2012, 16,20 % aux législatives de 2012 et 37,15 % européennes de 2014) va tenter de rentrer pour la première fois au Conseil départemental et d'obtenir un maximum d'élus.

### Assemblée départementale sortante
Avant les élections, le Conseil général de la Somme est présidé par Christian Manable (PS). Il comprend 46 conseillers généraux issus des 46 cantons de la Somme.
| Parti                                | Sigle | Sigle | Élus                               | Groupe                          |
| ------------------------------------ | ----- | ----- | ---------------------------------- | ------------------------------- |
| Majorité (24 sièges)                 |       |       |                                    |                                 |
| Parti socialiste                     |       | PS    | 11                                 | Somme à Gauche                  |
| Divers gauche                        |       | DVG   | 2                                  | Somme à Gauche                  |
| Parti radical de gauche              |       | PRG   | 1                                  | Somme à Gauche                  |
| Europe Écologie Les Verts            |       | EÉLV  | 1                                  | Somme à Gauche                  |
| Divers gauche (ex PS)                |       | ex-PS | 4                                  | Gauche solidaire et communistes |
| Parti communiste français            |       | PCF   | 2                                  | Gauche solidaire et communistes |
| Parti communiste français            | 2     | PCF   | Front de gauche, PCF et apparentés |                                 |
| Divers gauche                        |       | DVG   | Front de gauche, PCF et apparentés | 1                               |
| Opposition (18 sièges)               |       |       |                                    |                                 |
| Union des démocrates et indépendants |       | UDI   | 10                                 | Centre et indépendants          |
| Divers droite                        |       | DVD   | 4                                  | Centre et indépendants          |
| Union pour un mouvement populaire    |       | UMP   | 4                                  | UMP et apparentés               |
| Divers (4 sièges)                    |       |       |                                    |                                 |
| Mouvement démocrate                  |       | Modem | 1                                  | Avenir en Somme                 |
| Divers gauche                        |       | DVG   | 1                                  | Avenir en Somme                 |
| Divers droite                        |       | DVD   | 1                                  | Indépendants en Somme           |
| Debout la France                     |       | DLF   | 1                                  | Indépendants en Somme           |
| Président du conseil général         |       |       |                                    |                                 |
| Christian Manable (PS)               |       |       |                                    |                                 |

### Assemblée départementale élue
| Parti                                | Sigle | Sigle | Élus                   | Groupe                                          |
| ------------------------------------ | ----- | ----- | ---------------------- | ----------------------------------------------- |
| Majorité (26 sièges)                 |       |       |                        |                                                 |
| Union pour un mouvement populaire    |       | UMP   | 9                      | Somme droite et indépendante                    |
| Divers droite                        |       | DVD   | 4                      | Somme droite et indépendante                    |
| Union des démocrates et indépendants |       | UDI   | 2                      | Somme droite et indépendante                    |
| Union des démocrates et indépendants | 7     | UDI   | Centre et indépendants |                                                 |
| Divers droite                        |       | DVD   | Centre et indépendants | 4                                               |
| Opposition de Gauche (18 sièges)     |       |       |                        |                                                 |
| Parti socialiste                     |       | PS    | 10                     | Somme à Gauche                                  |
| Parti radical de gauche              |       | PRG   | 1                      | Somme à Gauche                                  |
| Parti communiste français            |       | PCF   | 3                      | Parti communiste français                       |
| Europe Écologie Les Verts            |       | EÉLV  | 2                      | Élues Écologistes                               |
| Parti communiste français            |       | PCF   | 1                      | Front de gauche, gauche solidaire et communiste |
| Parti de gauche                      |       | PG    | 1                      | Front de gauche, gauche solidaire et communiste |
| Opposition FN (2 sièges)             |       |       |                        |                                                 |
| Front national                       |       | FN    | 2                      | Front national                                  |
| Président du Conseil départemental   |       |       |                        |                                                 |
| Laurent Somon (UMP)                  |       |       |                        |                                                 |

## Résultats à l'échelle du département

### Résultats par nuances du ministère de l'Intérieur
Les nuances utilisées par le ministère de l'Intérieur ne tiennent pas compte des alliances locales.
| Binômes     | Binômes            | Premier tour | Premier tour | Second tour | Second tour | Sièges |
| Binômes     | Binômes            | Voix         | %            | Voix        | %           | Sièges |
| ----------- | ------------------ | ------------ | ------------ | ----------- | ----------- | ------ |
|             | FN                 | 70 397       | 34,23        | 77 505      | 39,04       | 2      |
|             |                    |              |              |             |             |        |
|             | Union de la droite | 26 283       | 12,78        | 26 537      | 13,37       | 8      |
|             | UMP                | 18 650       | 9,07         | 20 959      | 10,56       | 8      |
|             | UDI                | 9 819        | 4,77         | 9 644       | 4,86        | 4      |
|             | DVD                | 9 417        | 4,58         | 10 393      | 5,24        | 4      |
|             | DLF                | 1 565        | 0,76         |             |             |        |
|             | UC                 | 1 378        | 0,67         |             |             |        |
|             | MoDem              | 419          | 0,20         |             |             |        |
| Droite      | Droite             | 67 531       | 32,83        | 67 533      | 34,03       | 24     |
|             |                    |              |              |             |             |        |
|             | Union de la gauche | 30 799       | 14,98        | 34 376      | 17,32       | 14     |
|             | PS                 | 19 661       | 9,56         | 6 977       | 3,51        | 2      |
|             | DVG                | 8 689        | 4,23         | 3 781       | 1,90        | 0      |
|             | FG                 | 3 976        | 1,93         | 2 945       | 1,48        | 2      |
| Gauche      | Gauche             | 63 125       | 30,70        | 48 079      | 24,21       | 18     |
|             |                    |              |              |             |             |        |
|             | Divers             | 4 594        | 2,23         | 5 409       | 2,72        | 2      |
|             |                    |              |              |             |             |        |
| Inscrits    | Inscrits           | 407 526      | 100,00       | 407 435     | 100,00      |        |
| Abstentions | Abstentions        | 189 377      | 46,47        | 187 780     | 46,09       |        |
| Votants     | Votants            | 218 149      | 53,53        | 219 655     | 53,91       |        |
| Blancs      | Blancs             | 8 466        | 3,88         | 15 225      | 6,93        |        |
| Nuls        | Nuls               | 4 036        | 1,85         | 5 904       | 2,69        |        |
| Exprimés    | Exprimés           | 205 647      | 94,27        | 198 526     | 90,38       |        |

#### Chiffres départementaux
| Binômes     | Binômes                                  | Premier tour | Premier tour | Second tour | Second tour | Sièges |
| Binômes     | Binômes                                  | Voix         | %            | Voix        | %           | Sièges |
| ----------- | ---------------------------------------- | ------------ | ------------ | ----------- | ----------- | ------ |
|             | FN                                       | 70 397       | 34,23        | 77 505      | 39,04       | 2      |
|             |                                          |              |              |             |             |        |
|             | Union de la droite (UMP, UDI, DVD)       | 34 080       | 16,57        | 67 533      | 34,03       | 24     |
|             | UDI                                      | 14 461       | 7,03         | 67 533      | 34,03       | 24     |
|             | UMP                                      | 17 006       | 8,27         | 67 533      | 34,03       | 24     |
|             | DLF                                      | 1 565        | 0,76         |             |             |        |
|             | MoDem                                    | 419          | 0,20         |             |             |        |
| Droite      | Droite                                   | 67 531       | 32,83        | 67 533      | 34,03       | 24     |
|             |                                          |              |              |             |             |        |
|             | Somme à gauche (PS, PCF, EÉLV, PRG, DVG) | 57 191       | 27,81        | 45 134      | 22,73       | 16     |
|             | FG                                       | 4 299        | 2,09         | 2 945       | 1,48        | 2      |
|             | DVG                                      | 1 051        | 0,51         |             |             |        |
|             | MRC                                      | 586          | 0,29         |             |             |        |
| Gauche      | Gauche                                   | 63 125       | 30,70        | 48 079      | 24,21       | 18     |
|             |                                          |              |              |             |             |        |
|             | Divers                                   | 4 594        | 2,23         | 5 409       | 2,72        | 2      |
|             |                                          |              |              |             |             |        |
| Inscrits    | Inscrits                                 | 407 526      | 100,00       | 407 435     | 100,00      |        |
| Abstentions | Abstentions                              | 189 377      | 46,47        | 187 780     | 46,09       |        |
| Votants     | Votants                                  | 218 149      | 53,53        | 219 655     | 53,91       |        |
| Blancs      | Blancs                                   | 8 466        | 3,88         | 15 225      | 6,93        |        |
| Nuls        | Nuls                                     | 4 036        | 1,85         | 5 904       | 2,69        |        |
| Exprimés    | Exprimés                                 | 205 647      | 94,27        | 198 526     | 90,38       |        |

### Résultats en nombre de sièges
| Partis       | Partis                               | Conseillers sortants | Conseillers élus | Évolution     |
| ------------ | ------------------------------------ | -------------------- | ---------------- | ------------- |
|              | Union des démocrates et indépendants | 10                   | 9                | 1             |
|              | Union pour un mouvement populaire    | 4                    | 9                | 5             |
|              | Divers droite                        | 4                    | 8                | 4             |
| Total Droite | Total Droite                         | 18                   | 26               | 8             |
|              | Parti socialiste                     | 11                   | 10               | 1             |
|              | Parti communiste français            | 4                    | 4                | en stagnation |
|              | Europe Écologie - Les Verts          | 1                    | 2                | 1             |
|              | Parti radical de gauche              | 1                    | 1                | en stagnation |
|              | Parti de gauche                      | 0                    | 1                | 1             |
|              | Divers gauche                        | 7                    | 0                | 7             |
| Total Gauche | Total Gauche                         | 24                   | 18               | 6             |
|              | Front National                       | 0                    | 2                | 2             |
|              | Sans étiquette                       | 2                    | 0                | 2             |
|              | Mouvement démocrate                  | 1                    | 0                | 1             |
|              | Debout la France                     | 1                    | 0                | 1             |
| Total Divers | Total Divers                         | 4                    | 2                | 2             |

### Élection du président du conseil départemental
À la suite des élections, la droite, majoritaire, doit désormais se trouver un président. L'UDI et l'UMP étant à égalité (9 sièges chacun), ce sont les élus DVD qui ont la place de "faiseurs de roi". Jusque là fidèles aux centristes, une majorité d'entre-eux rejoignent le nouveau groupe UMP (Somme droite et indépendante) et fait étonnant, deux élus UDI s'inscrivent aussi dans ce groupe. L'UMP avec ses alliés devient donc la première force de l'assemblée départementale avec 15 élus face au groupe UDI (Centre et indépendants) composé de 11 membres. Laurent Somon, conseiller départemental UMP de Doullens est donc préféré à Hubert de Jenlis (UDI) pour représenter la nouvelle majorité de droite à la présidence du Conseil départemental.
La gauche désormais dans l'opposition est divisée en quatre groupes : Somme à Gauche (PS-PRG), Écologiste et deux Communistes (l'un issu de l'Union de la gauche et l'autre du Front de gauche). Cependant, ils s'accordent pour présenter une candidature commune.
Le Front national fait son entrée historique dans l'assemblée départementale grâce à sa victoire dans le canton de Corbie et peut ainsi présenter une candidate à la présidence du département.
Sous la présidence du doyen d'âge, Claude Chaidron (FG-PCF) assisté de la benjamine Margaux Delétré (UMP), un seul tour de scrutin suffit à l'élection de Laurent Somon qui a obtenu la totalité des voix de droite. Un élu de gauche a voté pour Hubert de Jenlis alors qu'il n'était pas candidat.
| Candidats                       | Partis   | Partis   | Premier tour | Premier tour |
| Candidats                       | Partis   | Partis   | Voix         | %            |
| ------------------------------- | -------- | -------- | ------------ | ------------ |
| Laurent Somon                   |          | UMP      | 26           | 56,52        |
| Zohra Darras                    |          | PS       | 17           | 36,96        |
| Patricia Wybo                   |          | FN       | 2            | 4,35         |
| Hubert de Jenlis (non candidat) |          | UDI      | 1            | 2,17         |
|                                 |          |          |              |              |
| Inscrits                        | Inscrits | Inscrits | 46           | 100,00       |
| Exprimés                        | Exprimés | Exprimés | 46           | 100,00       |
| * président sortant             |          |          |              |              |

### Exécutif
| Titulaire | Titulaire                 | Fonction            | Compétences |
| --------- | ------------------------- | ------------------- | --- |
|           | Laurent Somon             | Président           | |
|           | Hubert de Jenlis          | 1er Vice-président  | Finances et fonctionnement du Département                                                                         |
|           | Brigitte Lhomme           | 2e Vice-présidente  | Infrastructures départementales                                                                                   |
|           | Stéphane Haussoulier      | 3e Vice-président   | Développement territorial local et de la protection de l'environnement                                            |
|           | Françoise Maille-Barbare  | 4e Vice-présidente  | Collèges et de la réussite scolaire                                                                               |
|           | Stéphane Deayeux          | 5e Vice-président   | Amélioration de l'habitat, des relations internationales, du développement économique et de la création d'emplois |
|           | Isabelle de Waziers       | 6e Vice-présidente  | Insertion et du retour à l'emploi                                                                                 |
|           | Marc Dewaele              | 7e Vice-président   | Autonomie des personnes âgées ou handicapées                                                                      |
|           | Christelle Hiver          | 8e Vice-présidente  | Personnel départemental                                                                                           |
|           | Philippe Varlet           | 9e Vice-président   | Développement des territoires lié au projet de canal Seine-Nord Europe et des NTIC                                |
|           | Virginie Caron-Decroix    | 10e Vice-présidente | Protection de l'enfance                                                                                           |
|           | Franck Beauvarlet         | 11e Vice-président  | Actions touristiques                                                                                              |
|           | Sabrina Holleville-Milhat | 12e Vice-présidente | Actions sportives et culturelles                                                                                  |

### Résultats par canton
| Canton                 | Conseiller sortant    | Parti                    | Parti       | Conseiller élu            | Parti           | Parti           |
| ---------------------- | --------------------- | ------------------------ | ----------- | ------------------------- | --------------- | --------------- |
| Abbeville-Nord         | Gilbert Mathon*       |                          | PS          | Canton supprimé           | Canton supprimé | Canton supprimé |
| Abbeville-Sud          | Pascal Demarthe       |                          | PS          | Canton supprimé           | Canton supprimé | Canton supprimé |
| Abbeville-1            | Canton créé           | Canton créé              | Canton créé | Carole Bizet              |                 | UMP             |
| Abbeville-1            | Canton créé           | Canton créé              | Canton créé | Stéphane Decayeux         |                 | UMP             |
| Abbeville-2            | Canton créé           | Canton créé              | Canton créé | Stéphane Haussoulier      |                 | UMP             |
| Abbeville-2            | Canton créé           | Canton créé              | Canton créé | Sabrina Holleville-Milhat |                 | UMP             |
| Acheux-en-Amiénois     | Geneviève Lebailly    |                          | DVG         | Canton supprimé           | Canton supprimé | Canton supprimé |
| Ailly-sur-Noye         | Brigitte Lhomme       |                          | DVD         | Brigitte Lhomme           |                 | DVD             |
| Ailly-sur-Noye         | Brigitte Lhomme       | Pascal Bohin             | DVD         |                           | DVD             |                 |
| Ailly-le-Haut-Clocher  | Daniel Dubois*        |                          | UDI         | Canton supprimé           | Canton supprimé | Canton supprimé |
| Ailly-sur-Somme        | Canton créé           | Canton créé              | Canton créé | Catherine Benedini        |                 | PS              |
| Ailly-sur-Somme        | Canton créé           | Canton créé              | Canton créé | Jean-Jacques Stoter       |                 | PRG             |
| Albert                 | Stéphane Brunel       |                          | DVG         | Franck Beauvarlet         |                 | UDI             |
| Albert                 | Stéphane Brunel       | Virginie Caron-Decroix   | DVG         |                           | UDI             |                 |
| Amiens-Est             | Jean-Louis Piot       |                          | PS          | Canton supprimé           | Canton supprimé | Canton supprimé |
| Amiens-Nord            | Francis Lec           |                          | PS          | Canton supprimé           | Canton supprimé | Canton supprimé |
| Amiens-Nord-Est        | Sarah Thulliez*       |                          | PS          | Canton supprimé           | Canton supprimé | Canton supprimé |
| Amiens-Nord-Ouest      | Gérald Maisse*        |                          | PCF         | Canton supprimé           | Canton supprimé | Canton supprimé |
| Amiens-Ouest           | Claude Chaidron       |                          | PCF         | Canton supprimé           | Canton supprimé | Canton supprimé |
| Amiens-Sud             | Hubert de Jenlis      |                          | UDI         | Canton supprimé           | Canton supprimé | Canton supprimé |
| Amiens-Sud-Est         | Brigitte Fouré*       |                          | UDI         | Canton supprimé           | Canton supprimé | Canton supprimé |
| Amiens-Sud-Ouest       | Jean-Pierre Tétu*     |                          | EÉLV        | Canton supprimé           | Canton supprimé | Canton supprimé |
| Amiens-1               | Canton créé           | Canton créé              | Canton créé | Claude Chaidron           |                 | PCF             |
| Amiens-1               | Canton créé           | Canton créé              | Canton créé | Dolorès Esteban           |                 | PG              |
| Amiens-2               | Canton créé           | Canton créé              | Canton créé | Zohra Darras              |                 | PS              |
| Amiens-2               | Canton créé           | Canton créé              | Canton créé | Francis Lec               |                 | PS              |
| Amiens-3               | Canton créé           | Canton créé              | Canton créé | Marion Lepresle           |                 | EÉLV            |
| Amiens-3               | Canton créé           | Canton créé              | Canton créé | Jean-Claude Renaux        |                 | PCF             |
| Amiens-4               | Canton créé           | Canton créé              | Canton créé | Nathalie Marchand         |                 | PCF             |
| Amiens-4               | Canton créé           | Canton créé              | Canton créé | Jean-Louis Piot           |                 | PS              |
| Amiens-5               | Canton créé           | Canton créé              | Canton créé | Philippe Casier           |                 | PS              |
| Amiens-5               | Canton créé           | Canton créé              | Canton créé | Blandine Denis            |                 | EÉLV            |
| Amiens-6               | Canton créé           | Canton créé              | Canton créé | Hubert De Jenlis          |                 | UDI             |
| Amiens-6               | Canton créé           | Canton créé              | Canton créé | France Fongueuse          |                 | UDI             |
| Amiens-7               | Canton créé           | Canton créé              | Canton créé | Margaux Delétré           |                 | UMP             |
| Amiens-7               | Canton créé           | Canton créé              | Canton créé | Olivier Jardé             |                 | UDI             |
| Ault                   | Emmanuel Maquet       |                          | UMP         | Canton supprimé           | Canton supprimé | Canton supprimé |
| Bernaville             | Laurent Somon         |                          | UMP         | Canton supprimé           | Canton supprimé | Canton supprimé |
| Bray-sur-Somme         | Marcel Guyot*         |                          | DVD         | Canton supprimé           | Canton supprimé | Canton supprimé |
| Boves                  | Olivier Jardé         |                          | UDI         | Canton supprimé           | Canton supprimé | Canton supprimé |
| Chaulnes               | Philippe Cheval*      |                          | DVD         | Canton supprimé           | Canton supprimé | Canton supprimé |
| Conty                  | Jean-Christophe Loric |                          | MoDem       | Canton supprimé           | Canton supprimé | Canton supprimé |
| Corbie                 | Isabelle Demaison     |                          | ex-PS       | Alex Gaffez               |                 | FN              |
| Corbie                 | Isabelle Demaison     | Patricia Wybo            | ex-PS       |                           | FN              |                 |
| Combles                | Dominique Camus*      |                          | UDI         | Canton supprimé           | Canton supprimé | Canton supprimé |
| Crécy-en-Ponthieu      | Régis Lécuyer*        |                          | UDI         | Canton supprimé           | Canton supprimé | Canton supprimé |
| Domart-en-Ponthieu     | Dominique Proyart*    |                          | ex-PS       | Canton supprimé           | Canton supprimé | Canton supprimé |
| Doullens               | Christian Vlaeminck*  |                          | UDI         | Christelle Hiver          |                 | DVD             |
| Doullens               | Christian Vlaeminck*  | Laurent Somon            | UDI         |                           | UMP             |                 |
| Flixecourt             | Canton créé           | Canton créé              | Canton créé | René Lognon               |                 | PCF             |
| Flixecourt             | Canton créé           | Canton créé              | Canton créé | Nathalie Temmermann       |                 | PS              |
| Friville-Escarbotin    | David Lefèvre*        |                          | DVG         | Maryline Ducrocq          |                 | UDI             |
| Friville-Escarbotin    | David Lefèvre*        | Emmanuel Maquet          | DVG         |                           | UMP             |                 |
| Gamaches               | Daniel Destruel*      |                          | PS          | Bernard Davergne          |                 | PS              |
| Gamaches               | Daniel Destruel*      | Delphine Damis-Fricourt  | PS          |                           | PS              |                 |
| Hallencourt            | Claude Jacob*         |                          | PCF         | Canton supprimé           | Canton supprimé | Canton supprimé |
| Ham                    | Grégory Labille*      |                          | UDI         | Antoine Bruchet           |                 | DVD             |
| Ham                    | Grégory Labille*      | Carole Dumont            | UDI         |                           | DVD             |                 |
| Hornoy-le-Bourg        | Jannick Lefeuvre      |                          | UDI         | Canton supprimé           | Canton supprimé | Canton supprimé |
| Moreuil                | Pierre Boulanger      |                          | DVD         | Pierre Boulanger          |                 | DVD             |
| Moreuil                | Pierre Boulanger      | Françoise Maille-Barbare | DVD         |                           | DVD             |                 |
| Molliens-Dreuil        | Jean-Jacques Stoter   |                          | PRG         | Canton supprimé           | Canton supprimé | Canton supprimé |
| Moyenneville           | Bernard Davergne      |                          | PS          | Canton supprimé           | Canton supprimé | Canton supprimé |
| Montdidier             | Catherine Quignon     |                          | PS          | Canton supprimé           | Canton supprimé | Canton supprimé |
| Nouvion                | Jean-Claude Buisine   |                          | PS          | Canton supprimé           | Canton supprimé | Canton supprimé |
| Nesle                  | Paul Pilot*           |                          | PCF         | Canton supprimé           | Canton supprimé | Canton supprimé |
| Oisemont               | Isabelle De Waziers   |                          | UMP         | Canton supprimé           | Canton supprimé | Canton supprimé |
| Péronne                | Pierre Linéatte*      |                          | ex-PS       | Séverine Mordacq          |                 | UDI             |
| Péronne                | Pierre Linéatte*      | Philippe Varlet          | ex-PS       |                           | UMP             |                 |
| Picquingy              | René Lognon           |                          | PCF         | Canton supprimé           | Canton supprimé | Canton supprimé |
| Poix-de-Picardie       | Marc Dewaele          |                          | DVD         | Isabelle De Waziers       |                 | UMP             |
| Poix-de-Picardie       | Marc Dewaele          | Marc Dewaele             | DVD         |                           | DVD             |                 |
| Roisel                 | Michel Boulogne*      |                          | ex-PS       | Canton supprimé           | Canton supprimé | Canton supprimé |
| Rosières-en-Santerre   | José Sueur*           |                          | UDI         | Canton supprimé           | Canton supprimé | Canton supprimé |
| Roye                   | Christine Lefèvre*    |                          | PS          | Pascal Delnef             |                 | PS              |
| Roye                   | Christine Lefèvre*    | Catherine Quignon        | PS          |                           | PS              |                 |
| Rue                    | Jean-Louis Wadoux*    |                          | UMP         | Claude Hertault           |                 | UDI             |
| Rue                    | Jean-Louis Wadoux*    | Jocelyne Martin          | UMP         |                           | UDI             |                 |
| Saint-Valery-sur-Somme | Nicolas Lottin*       |                          | DLF         | Canton supprimé           | Canton supprimé | Canton supprimé |
| Villers-Bocage         | Christian Manable*    |                          | PS          | Canton supprimé           | Canton supprimé | Canton supprimé |

* Conseillers généraux sortants ne se représentant pas 

## Résultats par canton

### Canton d'Abbeville-1
| Candidats         | Partis      | Partis      | Nuances     | Premier tour | Premier tour | Second tour | Second tour |
| Candidats         | Partis      | Partis      | Nuances     | Voix         | %            | Voix        | %           |
| ----------------- | ----------- | ----------- | ----------- | ------------ | ------------ | ----------- | ----------- |
| Carole Bizet      |             | UMP         | UMP         | 2 630        | 27,59        | 4 785       | 56,80       |
| Stéphane Decayeux |             | UMP         | UMP         | 2 630        | 27,59        | 4 785       | 56,80       |
| Yvon Flahaut      |             | FN          | FN          | 3 319        | 34,82        | 3 639       | 43,20       |
| Valérie Muselet   |             | SIEL        | FN          | 3 319        | 34,82        | 3 639       | 43,20       |
| Brigitte Lamarre  |             | PCF         | UG          | 2 532        | 26,56        |             |             |
| Emmanuel Sergent  |             | PS          | UG          | 2 532        | 26,56        |             |             |
| Ophélie Bon       |             | DVG         | DVG         | 1 051        | 11,03        |             |             |
| Michel Kfoury     |             | DVG         | DVG         | 1 051        | 11,03        |             |             |
|                   |             |             |             |              |              |             |             |
| Inscrits          | Inscrits    | Inscrits    | Inscrits    | 19 492       | 100,00       | 19 492      | 100,00      |
| Abstentions       | Abstentions | Abstentions | Abstentions | 9 341        | 47,92        | 9 706       | 49,79       |
| Votants           | Votants     | Votants     | Votants     | 10 151       | 52,08        | 9 786       | 50,21       |
| Blancs            | Blancs      | Blancs      | Blancs      | 395          | 3,89         | 931         | 9,51        |
| Nuls              | Nuls        | Nuls        | Nuls        | 224          | 2,21         | 431         | 4,40        |
| Exprimés          | Exprimés    | Exprimés    | Exprimés    | 9 532        | 93,90        | 8 424       | 86,08       |

### Canton d'Abbeville-2
| Candidats                 | Partis      | Partis      | Nuances     | Premier tour | Premier tour | Second tour | Second tour |
| Candidats                 | Partis      | Partis      | Nuances     | Voix         | %            | Voix        | %           |
| ------------------------- | ----------- | ----------- | ----------- | ------------ | ------------ | ----------- | ----------- |
| Martine Déroletz          |             | FN          | FN          | 3 120        | 31,09        | 3 568       | 39,14       |
| Matthieu Marchio          |             | FN          | FN          | 3 120        | 31,09        | 3 568       | 39,14       |
| Stéphane Haussoulier      |             | UMP         | UMP         | 2 881        | 28,71        | 5 548       | 60,86       |
| Sabrina Holleville-Milhat |             | UMP         | UMP         | 2 881        | 28,71        | 5 548       | 60,86       |
| Pascal Demarthe*          |             | PS          | SOC         | 2 869        | 28,59        |             |             |
| Nathalie Poilly           |             | PS          | SOC         | 2 869        | 28,59        |             |             |
| Hervé Farcy               |             | FG (PG)     | FG          | 630          | 6,28         |             |             |
| Isabelle Kubiak           |             | FG (DVG)    | FG          | 630          | 6,28         |             |             |
| Pascale Briffard          |             | DLF         | DLF         | 534          | 5,32         |             |             |
| Jean-Philippe Tanguy      |             | DLF         | DLF         | 534          | 5,32         |             |             |
|                           |             |             |             |              |              |             |             |
| Inscrits                  | Inscrits    | Inscrits    | Inscrits    | 19 509       | 100,00       | 19 508      | 100,00      |
| Abstentions               | Abstentions | Abstentions | Abstentions | 8 890        | 45,57        | 9 068       | 46,48       |
| Votants                   | Votants     | Votants     | Votants     | 10 619       | 54,43        | 10 440      | 53,52       |
| Blancs                    | Blancs      | Blancs      | Blancs      | 354          | 3,33         | 878         | 8,41        |
| Nuls                      | Nuls        | Nuls        | Nuls        | 231          | 2,18         | 446         | 4,27        |
| Exprimés                  | Exprimés    | Exprimés    | Exprimés    | 10 034       | 94,49        | 9 116       | 87,32       |
| * conseiller sortant      |             |             |             |              |              |             |             |

### Canton d'Ailly-sur-Noye
| Candidats              | Partis      | Partis      | Nuances     | Premier tour | Premier tour | Second tour | Second tour |
| Candidats              | Partis      | Partis      | Nuances     | Voix         | %            | Voix        | %           |
| ---------------------- | ----------- | ----------- | ----------- | ------------ | ------------ | ----------- | ----------- |
| Pascal Bohin           |             | DVD         | DVD         | 3 523        | 39,33        | 5 602       | 66,62       |
| Brigitte Lhomme*       |             | DVD         | DVD         | 3 523        | 39,33        | 5 602       | 66,62       |
| Abdelkader Cherfi      |             | FN          | FN          | 2 431        | 27,14        | 2 807       | 33,38       |
| Annie Lourdel          |             | FN          | FN          | 2 431        | 27,14        | 2 807       | 33,38       |
| Amélie Cardon          |             | PS          | SOC         | 1 663        | 18,56        |             |             |
| Gérard Leroy           |             | PS          | SOC         | 1 663        | 18,56        |             |             |
| Linda Horemans         |             | MoDem       | DVD         | 1 341        | 14,97        |             |             |
| Jean-Christophe Loric* |             | MoDem       | DVD         | 1 341        | 14,97        |             |             |
|                        |             |             |             |              |              |             |             |
| Inscrits               | Inscrits    | Inscrits    | Inscrits    | 16 282       | 100,00       | 16 282      | 100,00      |
| Abstentions            | Abstentions | Abstentions | Abstentions | 6 800        | 41,76        | 6 958       | 42,73       |
| Votants                | Votants     | Votants     | Votants     | 9 482        | 58,24        | 9 324       | 57,27       |
| Blancs                 | Blancs      | Blancs      | Blancs      | 379          | 4,00         | 727         | 7,80        |
| Nuls                   | Nuls        | Nuls        | Nuls        | 145          | 1,53         | 188         | 2,02        |
| Exprimés               | Exprimés    | Exprimés    | Exprimés    | 8 958        | 94,47        | 8 409       | 90,19       |
| * conseiller sortant   |             |             |             |              |              |             |             |

### Canton d'Ailly-sur-Somme
| Candidats            | Partis      | Partis      | Nuances     | Premier tour | Premier tour | Second tour | Second tour |
| Candidats            | Partis      | Partis      | Nuances     | Voix         | %            | Voix        | %           |
| -------------------- | ----------- | ----------- | ----------- | ------------ | ------------ | ----------- | ----------- |
| Catherine Bénédini   |             | PS          | UG          | 4 282        | 41,70        | 5 611       | 56,75       |
| Jean-Jacques Stoter* |             | PRG         | UG          | 4 282        | 41,70        | 5 611       | 56,75       |
| Lydie Cauche         |             | FN          | FN          | 3 608        | 35,13        | 4 276       | 43,25       |
| Jean-Marc Simon      |             | FN          | FN          | 3 608        | 35,13        | 4 276       | 43,25       |
| Emmanuelle Louise    |             | UMP         | UD          | 2 379        | 23,17        |             |             |
| Nicolas Treilhou     |             | UMP         | UD          | 2 379        | 23,17        |             |             |
|                      |             |             |             |              |              |             |             |
| Inscrits             | Inscrits    | Inscrits    | Inscrits    | 18 903       | 100,00       | 18 902      | 100,00      |
| Abstentions          | Abstentions | Abstentions | Abstentions | 8 089        | 42,79        | 7 923       | 41,92       |
| Votants              | Votants     | Votants     | Votants     | 10 814       | 57,21        | 10 979      | 58,08       |
| Blancs               | Blancs      | Blancs      | Blancs      | 337          | 3,12         | 734         | 6,69        |
| Nuls                 | Nuls        | Nuls        | Nuls        | 210          | 1,94         | 358         | 3,26        |
| Exprimés             | Exprimés    | Exprimés    | Exprimés    | 10 269       | 94,94        | 9 887       | 90,05       |
| * conseiller sortant |             |             |             |              |              |             |             |

### Canton d'Albert
| Candidats              | Partis      | Partis      | Nuances     | Premier tour | Premier tour | Second tour | Second tour |
| Candidats              | Partis      | Partis      | Nuances     | Voix         | %            | Voix        | %           |
| ---------------------- | ----------- | ----------- | ----------- | ------------ | ------------ | ----------- | ----------- |
| Franck Beauvarlet      |             | UDI         | UDI         | 4 308        | 36,15        | 4 770       | 38,25       |
| Virginie Caron-Decroix |             | UDI         | UDI         | 4 308        | 36,15        | 4 770       | 38,25       |
| Corinne Boubert        |             | FN          | FN          | 3 966        | 33,28        | 3 921       | 31,44       |
| Xavier Jesu            |             | SIEL        | FN          | 3 966        | 33,28        | 3 921       | 31,44       |
| Stéphane Brunel*       |             | DVG         | DVG         | 3 642        | 30,56        | 3 781       | 30,32       |
| Geneviève Lebailly*    |             | DVG         | DVG         | 3 642        | 30,56        | 3 781       | 30,32       |
|                        |             |             |             |              |              |             |             |
| Inscrits               | Inscrits    | Inscrits    | Inscrits    | 22 119       | 100,00       | 22 120      | 100,00      |
| Abstentions            | Abstentions | Abstentions | Abstentions | 9 545        | 43,15        | 9 191       | 41,55       |
| Votants                | Votants     | Votants     | Votants     | 12 574       | 56,85        | 12 929      | 58,45       |
| Blancs                 | Blancs      | Blancs      | Blancs      | 442          | 3,52         | 332         | 2,57        |
| Nuls                   | Nuls        | Nuls        | Nuls        | 216          | 1,72         | 125         | 0,97        |
| Exprimés               | Exprimés    | Exprimés    | Exprimés    | 11 916       | 94,77        | 12 472      | 96,47       |
| * conseiller sortant   |             |             |             |              |              |             |             |

### Canton d'Amiens-1
| Candidats            | Partis      | Partis      | Nuances     | Premier tour | Premier tour | Second tour | Second tour |
| Candidats            | Partis      | Partis      | Nuances     | Voix         | %            | Voix        | %           |
| -------------------- | ----------- | ----------- | ----------- | ------------ | ------------ | ----------- | ----------- |
| Yves Dupille         |             | FN          | FN          | 1 695        | 34,22        | 2 007       | 40,53       |
| Anne Rousselle       |             | FN          | FN          | 1 695        | 34,22        | 2 007       | 40,53       |
| Claude Chaidron*     |             | FG (PCF)    | FG          | 1 144        | 23,10        | 2 945       | 59,47       |
| Dolorès Esteban      |             | FG (PG)     | FG          | 1 144        | 23,10        | 2 945       | 59,47       |
| Chantal Modeste      |             | UMP         | UD          | 1 103        | 22,27        |             |             |
| Rachid Sallali       |             | DVD         | UD          | 1 103        | 22,27        |             |             |
| Laurent Beuvain      |             | PCF         | UG          | 1 011        | 20,41        |             |             |
| Sofia Terchani       |             | PS          | UG          | 1 011        | 20,41        |             |             |
|                      |             |             |             |              |              |             |             |
| Inscrits             | Inscrits    | Inscrits    | Inscrits    | 13 426       | 100,00       | 13 423      | 100,00      |
| Abstentions          | Abstentions | Abstentions | Abstentions | 8 238        | 61,36        | 8 021       | 59,76       |
| Votants              | Votants     | Votants     | Votants     | 5 188        | 38,64        | 5 402       | 40,24       |
| Blancs               | Blancs      | Blancs      | Blancs      | 154          | 2,97         | 337         | 6,24        |
| Nuls                 | Nuls        | Nuls        | Nuls        | 81           | 1,56         | 113         | 2,09        |
| Exprimés             | Exprimés    | Exprimés    | Exprimés    | 4 953        | 95,47        | 4 952       | 91,67       |
| * conseiller sortant |             |             |             |              |              |             |             |

### Canton d'Amiens-2
| Candidats              | Partis      | Partis      | Nuances     | Premier tour | Premier tour | Second tour | Second tour |
| Candidats              | Partis      | Partis      | Nuances     | Voix         | %            | Voix        | %           |
| ---------------------- | ----------- | ----------- | ----------- | ------------ | ------------ | ----------- | ----------- |
| Sylvie Chopin          |             | FN          | FN          | 1 764        | 28,26        | 2 358       | 39,68       |
| Jean-Paul Montigny     |             | FN          | FN          | 1 764        | 28,26        | 2 358       | 39,68       |
| Zohra Darras           |             | PS          | UG          | 1 604        | 25,69        | 3 584       | 60,32       |
| Francis Lec*           |             | PS          | UG          | 1 604        | 25,69        | 3 584       | 60,32       |
| Anne-Sophie Domont     |             | DVD         | UD          | 1 468        | 23,51        |             |             |
| Azouz Hamdane          |             | UDI         | UD          | 1 468        | 23,51        |             |             |
| Francine Briault       |             | DVD         | DVD         | 767          | 12,29        |             |             |
| Vladimir Mendes-Borges |             | MoDem       | DVD         | 767          | 12,29        |             |             |
| Fabienne Debeauvais    |             | COM         | DVG         | 323          | 5,17         |             |             |
| Jean-Michel Joly       |             | DVG         | DVG         | 323          | 5,17         |             |             |
| Philippe Corne         |             | DLF         | DLF         | 317          | 5,08         |             |             |
| Yvette Macqueron       |             | DLF         | DLF         | 317          | 5,08         |             |             |
|                        |             |             |             |              |              |             |             |
| Inscrits               | Inscrits    | Inscrits    | Inscrits    | 14 731       | 100,00       | 14 726      | 100,00      |
| Abstentions            | Abstentions | Abstentions | Abstentions | 8 167        | 55,44        | 8 011       | 54,40       |
| Votants                | Votants     | Votants     | Votants     | 6 564        | 44,56        | 6 715       | 45,60       |
| Blancs                 | Blancs      | Blancs      | Blancs      | 226          | 3,44         | 570         | 8,49        |
| Nuls                   | Nuls        | Nuls        | Nuls        | 95           | 1,45         | 203         | 3,02        |
| Exprimés               | Exprimés    | Exprimés    | Exprimés    | 6 243        | 95,11        | 5 942       | 88,49       |
| * conseiller sortant   |             |             |             |              |              |             |             |

### Canton d'Amiens-3
| Candidats                 | Partis      | Partis      | Nuances     | Premier tour | Premier tour | Second tour | Second tour |
| Candidats                 | Partis      | Partis      | Nuances     | Voix         | %            | Voix        | %           |
| ------------------------- | ----------- | ----------- | ----------- | ------------ | ------------ | ----------- | ----------- |
| Marion Lepresle           |             | EÉLV        | UG          | 2 905        | 37,86        | 3 673       | 45,38       |
| Jean-Claude Renaux        |             | PCF         | UG          | 2 905        | 37,86        | 3 673       | 45,38       |
| Valérie Devaux            |             | UDI         | UD          | 2 110        | 27,50        | 2 380       | 29,41       |
| Pierre Savreux            |             | UMP         | UD          | 2 110        | 27,50        | 2 380       | 29,41       |
| Paul Dupont               |             | FN          | FN          | 2 064        | 26,90        | 2 040       | 25,21       |
| Céline Maillard           |             | FN          | FN          | 2 064        | 26,90        | 2 040       | 25,21       |
| Emmanuelle Alarcon Garcia |             | FG (PG)     | FG          | 594          | 7,74         |             |             |
| Loïc Terlon               |             | FG (PG)     | FG          | 594          | 7,74         |             |             |
|                           |             |             |             |              |              |             |             |
| Inscrits                  | Inscrits    | Inscrits    | Inscrits    | 16 032       | 100,00       | 16 029      | 100,00      |
| Abstentions               | Abstentions | Abstentions | Abstentions | 7 994        | 49,86        | 7 624       | 47,56       |
| Votants                   | Votants     | Votants     | Votants     | 8 038        | 50,14        | 8 405       | 52,44       |
| Blancs                    | Blancs      | Blancs      | Blancs      | 230          | 2,86         | 209         | 2,49        |
| Nuls                      | Nuls        | Nuls        | Nuls        | 135          | 1,68         | 103         | 1,23        |
| Exprimés                  | Exprimés    | Exprimés    | Exprimés    | 7 673        | 95,46        | 8 093       | 96,29       |

### Canton d'Amiens-4
| Candidats            | Partis      | Partis      | Nuances     | Premier tour | Premier tour | Second tour | Second tour |
| Candidats            | Partis      | Partis      | Nuances     | Voix         | %            | Voix        | %           |
| -------------------- | ----------- | ----------- | ----------- | ------------ | ------------ | ----------- | ----------- |
| Éliane Grocaut       |             | FN          | FN          | 2 362        | 29,40        | 3 125       | 40,21       |
| Karim Séry           |             | FN          | FN          | 2 362        | 29,40        | 3 125       | 40,21       |
| Nathalie Marchand    |             | PCF         | UG          | 2 227        | 27,72        | 4 647       | 59,79       |
| Jean-Louis Piot*     |             | PS          | UG          | 2 227        | 27,72        | 4 647       | 59,79       |
| Éric Guéant          |             | UDI         | UDI         | 1 881        | 23,41        |             |             |
| Mathilde Roy         |             | UDI         | UDI         | 1 881        | 23,41        |             |             |
| Isabelle Demaison*   |             | FG (DVG)    | FG          | 979          | 12,18        |             |             |
| Patrick Le Scouëzec  |             | FG (COM)    | FG          | 979          | 12,18        |             |             |
| Sylvie Porquet       |             | MRC         | DVG         | 586          | 7,29         |             |             |
| Régis Richard        |             | MRC         | DVG         | 586          | 7,29         |             |             |
|                      |             |             |             |              |              |             |             |
| Inscrits             | Inscrits    | Inscrits    | Inscrits    | 16 936       | 100,00       | 16 933      | 100,00      |
| Abstentions          | Abstentions | Abstentions | Abstentions | 8 470        | 50,01        | 8 253       | 48,74       |
| Votants              | Votants     | Votants     | Votants     | 8 466        | 49,99        | 8 680       | 51,26       |
| Blancs               | Blancs      | Blancs      | Blancs      | 289          | 3,41         | 681         | 7,85        |
| Nuls                 | Nuls        | Nuls        | Nuls        | 142          | 1,68         | 227         | 2,62        |
| Exprimés             | Exprimés    | Exprimés    | Exprimés    | 8 035        | 94,91        | 7 772       | 89,54       |
| * conseiller sortant |             |             |             |              |              |             |             |

### Canton d'Amiens-5
| Candidats             | Partis      | Partis      | Nuances     | Premier tour | Premier tour | Second tour | Second tour |
| Candidats             | Partis      | Partis      | Nuances     | Voix         | %            | Voix        | %           |
| --------------------- | ----------- | ----------- | ----------- | ------------ | ------------ | ----------- | ----------- |
| Philippe Casier       |             | PS          | UG          | 2 258        | 31,28        | 4 279       | 63,34       |
| Blandine Denis        |             | EÉLV        | UG          | 2 258        | 31,28        | 4 279       | 63,34       |
| Céline Duquenne       |             | FN          | FN          | 1 772        | 24,55        | 2 477       | 36,66       |
| Virgile Queval        |             | FN          | FN          | 1 772        | 24,55        | 2 477       | 36,66       |
| Marie-Hélène Bouchez  |             | UMP         | UMP         | 1 489        | 20,63        |             |             |
| Guillaume Duflot      |             | UMP         | UMP         | 1 489        | 20,63        |             |             |
| Jean-François Claisse |             | UDI         | UC          | 1 378        | 19,09        |             |             |
| Agnès Quelennec       |             | DVD         | UC          | 1 378        | 19,09        |             |             |
| Nathalie Lucas        |             | DLF         | DLF         | 321          | 4,45         |             |             |
| Philippe Théveniaud   |             | DLF         | DLF         | 321          | 4,45         |             |             |
|                       |             |             |             |              |              |             |             |
| Inscrits              | Inscrits    | Inscrits    | Inscrits    | 15 594       | 100,00       | 15 588      | 100,00      |
| Abstentions           | Abstentions | Abstentions | Abstentions | 7 977        | 51,15        | 7 815       | 50,13       |
| Votants               | Votants     | Votants     | Votants     | 7 617        | 48,85        | 7 773       | 49,87       |
| Blancs                | Blancs      | Blancs      | Blancs      | 285          | 3,74         | 804         | 10,34       |
| Nuls                  | Nuls        | Nuls        | Nuls        | 114          | 1,50         | 213         | 2,74        |
| Exprimés              | Exprimés    | Exprimés    | Exprimés    | 7 218        | 94,76        | 6 756       | 86,92       |

### Canton d'Amiens-6
| Candidats            | Partis      | Partis      | Nuances     | Premier tour | Premier tour | Second tour | Second tour |
| Candidats            | Partis      | Partis      | Nuances     | Voix         | %            | Voix        | %           |
| -------------------- | ----------- | ----------- | ----------- | ------------ | ------------ | ----------- | ----------- |
| Hubert de Jenlis*    |             | UDI         | UDI         | 2 534        | 32,01        | 4 874       | 67,56       |
| France Fongueuse     |             | UDI         | UDI         | 2 534        | 32,01        | 4 874       | 67,56       |
| Antoine Fournier     |             | PS          | SOC         | 2 071        | 26,16        | 2 340       | 32,44       |
| Brigitte Louchart    |             | PS          | SOC         | 2 071        | 26,16        | 2 340       | 32,44       |
| Martin Domise        |             | UMP         | UMP         | 2 009        | 25,38        |             |             |
| Anne Pinon           |             | UMP         | UMP         | 2 009        | 25,38        |             |             |
| Serge Bierry         |             | FN          | FN          | 1 303        | 16,46        |             |             |
| Catherine Cherfi     |             | FN          | FN          | 1 303        | 16,46        |             |             |
|                      |             |             |             |              |              |             |             |
| Inscrits             | Inscrits    | Inscrits    | Inscrits    | 15 751       | 100,00       | 15 752      | 100,00      |
| Abstentions          | Abstentions | Abstentions | Abstentions | 7 428        | 47,16        | 7 827       | 49,69       |
| Votants              | Votants     | Votants     | Votants     | 8 323        | 52,84        | 7 925       | 50,31       |
| Blancs               | Blancs      | Blancs      | Blancs      | 291          | 3,50         | 489         | 6,17        |
| Nuls                 | Nuls        | Nuls        | Nuls        | 115          | 1,38         | 222         | 2,80        |
| Exprimés             | Exprimés    | Exprimés    | Exprimés    | 7 917        | 95,12        | 7 214       | 91,03       |
| * conseiller sortant |             |             |             |              |              |             |             |

### Canton d'Amiens-7
| Candidats                 | Partis      | Partis      | Nuances     | Premier tour | Premier tour | Second tour | Second tour |
| Candidats                 | Partis      | Partis      | Nuances     | Voix         | %            | Voix        | %           |
| ------------------------- | ----------- | ----------- | ----------- | ------------ | ------------ | ----------- | ----------- |
| Margaux Delétré           |             | UMP         | UD          | 2 777        | 37,00        | 4 934       | 71,37       |
| Olivier Jardé*            |             | UDI         | UD          | 2 777        | 37,00        | 4 934       | 71,37       |
| Marie-Claire Bouvet       |             | FN          | FN          | 1 887        | 25,14        | 1 979       | 28,63       |
| Paul Bouvier              |             | FN          | FN          | 1 887        | 25,14        | 1 979       | 28,63       |
| Karine Messager           |             | PS          | UG          | 1 794        | 23,90        |             |             |
| Jean-Pierre Tétu*         |             | EÉLV        | UG          | 1 794        | 23,90        |             |             |
| Anne-Marie Guétemme-Théry |             | FG (DVG)    | FG          | 629          | 8,38         |             |             |
| Olivier Titrent           |             | FG (PG)     | FG          | 629          | 8,38         |             |             |
| Valérie Lesourd Cadren    |             | MoDem       | MDM         | 419          | 5,58         |             |             |
| Xavier Staes              |             | MoDem       | MDM         | 419          | 5,58         |             |             |
|                           |             |             |             |              |              |             |             |
| Inscrits                  | Inscrits    | Inscrits    | Inscrits    | 15 569       | 100,00       | 15 566      | 100,00      |
| Abstentions               | Abstentions | Abstentions | Abstentions | 7 760        | 49,84        | 7 855       | 50,46       |
| Votants                   | Votants     | Votants     | Votants     | 7 809        | 50,16        | 711         | 49,54       |
| Blancs                    | Blancs      | Blancs      | Blancs      | 209          | 2,68         | 559         | 7,25        |
| Nuls                      | Nuls        | Nuls        | Nuls        | 94           | 1,20         | 239         | 3,10        |
| Exprimés                  | Exprimés    | Exprimés    | Exprimés    | 7 506        | 96,12        | 6 913       | 89,65       |
| * conseiller sortant      |             |             |             |              |              |             |             |

### Canton de Corbie
| Candidats        | Partis      | Partis      | Nuances     | Premier tour | Premier tour | Second tour | Second tour |
| Candidats        | Partis      | Partis      | Nuances     | Voix         | %            | Voix        | %           |
| ---------------- | ----------- | ----------- | ----------- | ------------ | ------------ | ----------- | ----------- |
| Alex Gaffez      |             | FN          | FN          | 3 937        | 42,18        | 4 572       | 51,02       |
| Patricia Wybo    |             | FN          | FN          | 3 937        | 42,18        | 4 572       | 51,02       |
| Élodie Héren     |             | EÉLV        | UG          | 2 731        | 29,26        | 4 346       | 48,50       |
| François Manable |             | PS          | UG          | 2 731        | 29,26        | 4 346       | 48,50       |
| Johanna Bougon   |             | UDI         | UD          | 2 665        | 28,55        | 43          | 0,48        |
| Ludovic Kessler  |             | UMP         | UD          | 2 665        | 28,55        | 43          | 0,48        |
|                  |             |             |             |              |              |             |             |
| Inscrits         | Inscrits    | Inscrits    | Inscrits    | 18 441       | 100,00       | 18 408      | 100,00      |
| Abstentions      | Abstentions | Abstentions | Abstentions | 8 464        | 45,90        | 8 226       | 44,69       |
| Votants          | Votants     | Votants     | Votants     | 9 977        | 54,10        | 10 182      | 55,31       |
| Blancs           | Blancs      | Blancs      | Blancs      | 440          | 4,41         | 903         | 8,87        |
| Nuls             | Nuls        | Nuls        | Nuls        | 204          | 2,04         | 318         | 3,12        |
| Exprimés         | Exprimés    | Exprimés    | Exprimés    | 9 333        | 93,55        | 8 961       | 88,01       |

### Canton de Doullens
| Candidats                | Partis      | Partis      | Nuances     | Premier tour | Premier tour | Second tour | Second tour |
| Candidats                | Partis      | Partis      | Nuances     | Voix         | %            | Voix        | %           |
| ------------------------ | ----------- | ----------- | ----------- | ------------ | ------------ | ----------- | ----------- |
| Étienne de Francqueville |             | FN          | FN          | 3 151        | 38,04        | 3 520       | 43,69       |
| Amélie de La Rochère     |             | FN          | FN          | 3 151        | 38,04        | 3 520       | 43,69       |
| Christelle Hiver         |             | UMP         | UMP         | 2 886        | 34,84        | 4 537       | 56,31       |
| Laurent Somon*           |             | UMP         | UMP         | 2 886        | 34,84        | 4 537       | 56,31       |
| Romain Delamotte         |             | PS          | SOC         | 1 150        | 13,88        |             |             |
| Sylvie Heudent           |             | PS          | SOC         | 1 150        | 13,88        |             |             |
| William Ngassam          |             | SE          | DIV         | 1 097        | 13,24        |             |             |
| Sabine Rouiller          |             | SE          | DIV         | 1 097        | 13,24        |             |             |
|                          |             |             |             |              |              |             |             |
| Inscrits                 | Inscrits    | Inscrits    | Inscrits    | 15 366       | 100,00       | 15 366      | 100,00      |
| Abstentions              | Abstentions | Abstentions | Abstentions | 6 643        | 43,23        | 6 595       | 42,92       |
| Votants                  | Votants     | Votants     | Votants     | 8 723        | 56,77        | 8 771       | 57,08       |
| Blancs                   | Blancs      | Blancs      | Blancs      | 283          | 3,24         | 458         | 5,22        |
| Nuls                     | Nuls        | Nuls        | Nuls        | 156          | 1,79         | 256         | 2,92        |
| Exprimés                 | Exprimés    | Exprimés    | Exprimés    | 8 284        | 94,97        | 8 057       | 91,86       |
| * conseiller sortant     |             |             |             |              |              |             |             |

### Canton de Flixecourt
| Candidats            | Partis      | Partis      | Nuances     | Premier tour | Premier tour | Second tour | Second tour |
| Candidats            | Partis      | Partis      | Nuances     | Voix         | %            | Voix        | %           |
| -------------------- | ----------- | ----------- | ----------- | ------------ | ------------ | ----------- | ----------- |
| René Lognon*         |             | PCF         | UG          | 3 825        | 48,17        | 4 608       | 59,03       |
| Nathalie Temmermann  |             | PS          | UG          | 3 825        | 48,17        | 4 608       | 59,03       |
| Camille Lemaire      |             | FN          | FN          | 3 019        | 38,02        | 3 198       | 40,97       |
| Olivier Tripet       |             | FN          | FN          | 3 019        | 38,02        | 3 198       | 40,97       |
| Clara Dubuc          |             | UDI         | UDI         | 1 096        | 13,80        |             |             |
| Clément Stengel      |             | UDI         | UDI         | 1 096        | 13,80        |             |             |
|                      |             |             |             |              |              |             |             |
| Inscrits             | Inscrits    | Inscrits    | Inscrits    | 15 284       | 100,00       | 15 284      | 100,00      |
| Abstentions          | Abstentions | Abstentions | Abstentions | 6 903        | 45,16        | 6 884       | 45,04       |
| Votants              | Votants     | Votants     | Votants     | 8 381        | 54,84        | 8 400       | 54,96       |
| Blancs               | Blancs      | Blancs      | Blancs      | 281          | 3,35         | 410         | 4,88        |
| Nuls                 | Nuls        | Nuls        | Nuls        | 160          | 1,91         | 184         | 2,19        |
| Exprimés             | Exprimés    | Exprimés    | Exprimés    | 7 940        | 94,74        | 7 806       | 92,93       |
| * conseiller sortant |             |             |             |              |              |             |             |

### Canton de Friville-Escarbotin
| Candidats            | Partis      | Partis      | Nuances     | Premier tour | Premier tour | Second tour | Second tour |
| Candidats            | Partis      | Partis      | Nuances     | Voix         | %            | Voix        | %           |
| -------------------- | ----------- | ----------- | ----------- | ------------ | ------------ | ----------- | ----------- |
| Maryline Ducrocq     |             | UDI         | UMP         | 4 023        | 36,46        | 6 089       | 58,71       |
| Emmanuel Maquet*     |             | UMP         | UMP         | 4 023        | 36,46        | 6 089       | 58,71       |
| Nathalie Huiart      |             | FN          | FN          | 3 923        | 35,56        | 4 283       | 41,29       |
| David Martin         |             | FN          | FN          | 3 923        | 35,56        | 4 283       | 41,29       |
| Raynald Boulenger    |             | PS          | DVG         | 3 087        | 27,98        |             |             |
| Liliane Redonnet     |             | PS          | DVG         | 3 087        | 27,98        |             |             |
|                      |             |             |             |              |              |             |             |
| Inscrits             | Inscrits    | Inscrits    | Inscrits    | 22 175       | 100,00       | 22 172      | 100,00      |
| Abstentions          | Abstentions | Abstentions | Abstentions | 10 049       | 45,36        | 10 288      | 46,40       |
| Votants              | Votants     | Votants     | Votants     | 12 105       | 54,64        | 11 884      | 53,60       |
| Blancs               | Blancs      | Blancs      | Blancs      | 683          | 5,64         | 1 119       | 9,42        |
| Nuls                 | Nuls        | Nuls        | Nuls        | 389          | 3,21         | 393         | 3,31        |
| Exprimés             | Exprimés    | Exprimés    | Exprimés    | 11 033       | 91,14        | 10 372      | 87,28       |
| * conseiller sortant |             |             |             |              |              |             |             |

### Canton de Gamaches
| Candidats               | Partis      | Partis      | Nuances     | Premier tour | Premier tour | Second tour | Second tour |
| Candidats               | Partis      | Partis      | Nuances     | Voix         | %            | Voix        | %           |
| ----------------------- | ----------- | ----------- | ----------- | ------------ | ------------ | ----------- | ----------- |
| Véronique Dubal         |             | FN          | FN          | 3 489        | 37,31        | 4 310       | 48,17       |
| Antoine Houyelle        |             | FN          | FN          | 3 489        | 37,31        | 4 310       | 48,17       |
| Delphine Damis-Fricourt |             | PS          | SOC         | 3 130        | 33,47        | 4 637       | 51,83       |
| Bernard Davergne*       |             | PS          | SOC         | 3 130        | 33,47        | 4 637       | 51,83       |
| Brigitte Boutroy        |             | UMP         | UMP         | 2 732        | 29,22        |             |             |
| Jean-Charles Vitaux     |             | UMP         | UMP         | 2 732        | 29,22        |             |             |
|                         |             |             |             |              |              |             |             |
| Inscrits                | Inscrits    | Inscrits    | Inscrits    | 18 314       | 100,00       | 18 314      | 100,00      |
| Abstentions             | Abstentions | Abstentions | Abstentions | 7 996        | 43,66        | 7 849       | 42,86       |
| Votants                 | Votants     | Votants     | Votants     | 10 318       | 56,34        | 10 465      | 57,14       |
| Blancs                  | Blancs      | Blancs      | Blancs      | 689          | 6,68         | 1 115       | 10,65       |
| Nuls                    | Nuls        | Nuls        | Nuls        | 278          | 2,69         | 403         | 3,85        |
| Exprimés                | Exprimés    | Exprimés    | Exprimés    | 9 351        | 90,63        | 8 947       | 85,49       |
| * conseiller sortant    |             |             |             |              |              |             |             |

### Canton de Ham
| Candidats                | Partis      | Partis      | Nuances     | Premier tour | Premier tour | Second tour | Second tour |
| Candidats                | Partis      | Partis      | Nuances     | Voix         | %            | Voix        | %           |
| ------------------------ | ----------- | ----------- | ----------- | ------------ | ------------ | ----------- | ----------- |
| Marie-Christine Boussard |             | FN          | FN          | 4 484        | 42,03        | 4 972       | 47,90       |
| Loïc Grimaux             |             | FN          | FN          | 4 484        | 42,03        | 4 972       | 47,90       |
| Antoine Bruchet          |             | DVD         | DIV         | 3 497        | 32,78        | 5 409       | 52,10       |
| Carole Dumont            |             | DVD         | DIV         | 3 497        | 32,78        | 5 409       | 52,10       |
| François Laloi           |             | PS          | SOC         | 2 687        | 25,19        |             |             |
| Nadège Latapie           |             | PS          | SOC         | 2 687        | 25,19        |             |             |
|                          |             |             |             |              |              |             |             |
| Inscrits                 | Inscrits    | Inscrits    | Inscrits    | 21 584       | 100,00       | 21 552      | 100,00      |
| Abstentions              | Abstentions | Abstentions | Abstentions | 10 238       | 47,43        | 10 056      | 46,66       |
| Votants                  | Votants     | Votants     | Votants     | 11 346       | 52,57        | 11 496      | 53,34       |
| Blancs                   | Blancs      | Blancs      | Blancs      | 485          | 4,27         | 807         | 7,02        |
| Nuls                     | Nuls        | Nuls        | Nuls        | 193          | 1,70         | 308         | 2,68        |
| Exprimés                 | Exprimés    | Exprimés    | Exprimés    | 10 668       | 94,02        | 10 381      | 90,30       |

### Canton de Moreuil
| Candidats                | Partis      | Partis      | Nuances     | Premier tour | Premier tour | Second tour | Second tour |
| Candidats                | Partis      | Partis      | Nuances     | Voix         | %            | Voix        | %           |
| ------------------------ | ----------- | ----------- | ----------- | ------------ | ------------ | ----------- | ----------- |
| Pierre Boulanger*        |             | DVD         | DVD         | 3 786        | 43,73        | 4 791       | 56,95       |
| Françoise Maille-Barbare |             | DVD         | DVD         | 3 786        | 43,73        | 4 791       | 56,95       |
| Jérémy Delapierre        |             | SIEL        | FN          | 3 405        | 39,33        | 3 622       | 43,05       |
| Isabelle Fesquet         |             | FN          | FN          | 3 405        | 39,33        | 3 622       | 43,05       |
| David Minard             |             | PS          | SOC         | 1 466        | 16,93        |             |             |
| Patricia Triplet         |             | PS          | SOC         | 1 466        | 16,93        |             |             |
|                          |             |             |             |              |              |             |             |
| Inscrits                 | Inscrits    | Inscrits    | Inscrits    | 16 337       | 100,00       | 16 335      | 100,00      |
| Abstentions              | Abstentions | Abstentions | Abstentions | 7 216        | 44,17        | 7 168       | 43,88       |
| Votants                  | Votants     | Votants     | Votants     | 9 121        | 55,83        | 9 167       | 56,12       |
| Blancs                   | Blancs      | Blancs      | Blancs      | 319          | 3,50         | 523         | 5,71        |
| Nuls                     | Nuls        | Nuls        | Nuls        | 145          | 1,59         | 231         | 2,52        |
| Exprimés                 | Exprimés    | Exprimés    | Exprimés    | 8 657        | 94,91        | 8 413       | 91,77       |
| * conseiller sortant     |             |             |             |              |              |             |             |

### Canton de Péronne
| Candidats          | Partis      | Partis      | Nuances     | Premier tour | Premier tour | Second tour | Second tour |
| Candidats          | Partis      | Partis      | Nuances     | Voix         | %            | Voix        | %           |
| ------------------ | ----------- | ----------- | ----------- | ------------ | ------------ | ----------- | ----------- |
| Sonia Frenoy       |             | FN          | FN          | 4 452        | 42,42        | 4 967       | 49,08       |
| Mathieu Huguet     |             | FN          | FN          | 4 452        | 42,42        | 4 967       | 49,08       |
| Séverine Mordacq   |             | UDI         | UD          | 3 248        | 30,95        | 5 154       | 50,92       |
| Philippe Varlet    |             | UMP         | UD          | 3 248        | 30,95        | 5 154       | 50,92       |
| Delphine Bertonnet |             | DVG         | SOC         | 2 794        | 26,62        |             |             |
| Gautier Maes       |             | PS          | SOC         | 2 794        | 26,62        |             |             |
|                    |             |             |             |              |              |             |             |
| Inscrits           | Inscrits    | Inscrits    | Inscrits    | 21 353       | 100,00       | 21 359      | 100,00      |
| Abstentions        | Abstentions | Abstentions | Abstentions | 10 215       | 47,84        | 10 074      | 47,17       |
| Votants            | Votants     | Votants     | Votants     | 11 138       | 52,16        | 11 285      | 52,83       |
| Blancs             | Blancs      | Blancs      | Blancs      | 453          | 4,07         | 772         | 6,84        |
| Nuls               | Nuls        | Nuls        | Nuls        | 191          | 1,71         | 392         | 3,47        |
| Exprimés           | Exprimés    | Exprimés    | Exprimés    | 10 494       | 94,22        | 10 121      | 89,69       |

### Canton de Poix-de-Picardie
| Candidats            | Partis      | Partis      | Nuances     | Premier tour | Premier tour | Second tour | Second tour |
| Candidats            | Partis      | Partis      | Nuances     | Voix         | %            | Voix        | %           |
| -------------------- | ----------- | ----------- | ----------- | ------------ | ------------ | ----------- | ----------- |
| Isabelle de Waziers* |             | UMP         | UD          | 3 358        | 36,74        | 4 976       | 58,12       |
| Marc Dewaele*        |             | UDI         | UD          | 3 358        | 36,74        | 4 976       | 58,12       |
| Delphine Carpentier  |             | FN          | FN          | 3 294        | 36,04        | 3 585       | 41,88       |
| José Luis Mateos     |             | FN          | FN          | 3 294        | 36,04        | 3 585       | 41,88       |
| Rose-France Delaire  |             | DVG         | UG          | 2 488        | 27,22        |             |             |
| Christophe Geraux    |             | PS          | UG          | 2 488        | 27,22        |             |             |
|                      |             |             |             |              |              |             |             |
| Inscrits             | Inscrits    | Inscrits    | Inscrits    | 16 130       | 100,00       | 16 129      | 100,00      |
| Abstentions          | Abstentions | Abstentions | Abstentions | 6 397        | 39,60        | 6 431       | 39,87       |
| Votants              | Votants     | Votants     | Votants     | 9 743        | 60,40        | 9 698       | 60,13       |
| Blancs               | Blancs      | Blancs      | Blancs      | 439          | 4,51         | 865         | 8,92        |
| Nuls                 | Nuls        | Nuls        | Nuls        | 164          | 1,68         | 272         | 2,80        |
| Exprimés             | Exprimés    | Exprimés    | Exprimés    | 9 140        | 93,81        | 8 561       | 88,28       |
| * conseiller sortant |             |             |             |              |              |             |             |

### Canton de Roye
| Candidats            | Partis      | Partis      | Nuances     | Premier tour | Premier tour | Second tour | Second tour |
| Candidats            | Partis      | Partis      | Nuances     | Voix         | %            | Voix        | %           |
| -------------------- | ----------- | ----------- | ----------- | ------------ | ------------ | ----------- | ----------- |
| Aichatou Pechon      |             | FN          | FN          | 3 294        | 35,18        | 3 468       | 34,91       |
| Éric Richermoz       |             | FN          | FN          | 3 294        | 35,18        | 3 468       | 34,91       |
| Pascal Delnef        |             | PS          | UG          | 3 144        | 33,58        | 3 628       | 36,52       |
| Catherine Quignon*   |             | PS          | UG          | 3 144        | 33,58        | 3 628       | 36,52       |
| Jean-Michel Serres   |             | UMP         | UD          | 2 533        | 27,05        | 2 839       | 28,58       |
| Bénédicte Thiébaut   |             | UDI         | UD          | 2 533        | 27,05        | 2 839       | 28,58       |
| Christophe Blondé    |             | DLF         | DLF         | 393          | 4,20         |             |             |
| Annie Müller         |             | DLF         | DLF         | 393          | 4,20         |             |             |
|                      |             |             |             |              |              |             |             |
| Inscrits             | Inscrits    | Inscrits    | Inscrits    | 17 855       | 100,00       | 17 852      | 100,00      |
| Abstentions          | Abstentions | Abstentions | Abstentions | 8 007        | 44,84        | 7 560       | 42,35       |
| Votants              | Votants     | Votants     | Votants     | 9 848        | 55,16        | 10 292      | 57,65       |
| Blancs               | Blancs      | Blancs      | Blancs      | 345          | 3,50         | 263         | 2,56        |
| Nuls                 | Nuls        | Nuls        | Nuls        | 139          | 1,41         | 94          | 0,91        |
| Exprimés             | Exprimés    | Exprimés    | Exprimés    | 9 364        | 95,09        | 9 935       | 96,53       |
| * conseiller sortant |             |             |             |              |              |             |             |

### Canton de Rue
| Candidats        | Partis      | Partis      | Nuances     | Premier tour | Premier tour | Second tour | Second tour |
| Candidats        | Partis      | Partis      | Nuances     | Voix         | %            | Voix        | %           |
| ---------------- | ----------- | ----------- | ----------- | ------------ | ------------ | ----------- | ----------- |
| Patricia Chagnon |             | FN          | FN          | 4 658        | 41,85        | 4 811       | 43,65       |
| Gérard Gayet     |             | FN          | FN          | 4 658        | 41,85        | 4 811       | 43,65       |
| Claude Hertault  |             | UDI         | UD          | 4 642        | 41,70        | 6 211       | 56,35       |
| Jocelyne Martin  |             | UDI         | UD          | 4 642        | 41,70        | 6 211       | 56,35       |
| Pierre Brissy    |             | PS          | SOC         | 1 831        | 16,45        |             |             |
| Marlene Dupuis   |             | PS          | SOC         | 1 831        | 16,45        |             |             |
|                  |             |             |             |              |              |             |             |
| Inscrits         | Inscrits    | Inscrits    | Inscrits    | 20 343       | 100,00       | 20 343      | 100,00      |
| Abstentions      | Abstentions | Abstentions | Abstentions | 8 539        | 41,98        | 8 397       | 41,28       |
| Votants          | Votants     | Votants     | Votants     | 11 804       | 58,02        | 11 946      | 58,72       |
| Blancs           | Blancs      | Blancs      | Blancs      | 458          | 3,88         | 634         | 5,31        |
| Nuls             | Nuls        | Nuls        | Nuls        | 215          | 1,82         | 290         | 2,43        |
| Exprimés         | Exprimés    | Exprimés    | Exprimés    | 11 131       | 94,30        | 11 022      | 92,27       |